# Brazilský real
Real je zákonné platidlo jihoamerického státu Brazílie. Jeho ISO 4217 kód je BRL. Jedna setina realu se nazývá centavo. Do oběhu se dostal v roce 1994.

## Minulost brazilské měny
Od roku 1822, kdy se Brazílie stala nezávislým státem, je současný real již její 9. měnou. Po osamostatnění brazilského státu na Portugalsku zde koloval též real, který vycházel z portugalského realu – měny bývalého kolonizátora. Mezi roky 1942 a 1994 se v Brazílii vystřídalo 7 různých měn.
| název měny     | symbol | ISO 4217 | doba platnosti          | směnný kurz       |
| -------------- | ------ | -------- | ----------------------- | ----------------- |
| real           | Rs     | –        | 1822 – 30.10. 1942      | -                 |
| cruzeiro (I)   | Cr$    | BRZ      | 1.11. 1942 – 12.2. 1967 | 1 Cr$ = 1000 Rs   |
| cruzeiro novo  | NCr$   | BR?      | 13.2. 1967 – 14.5. 1970 | 1 NCr$ = 1000 Cr$ |
| cruzeiro (II)  | Cr$    | BRB      | 15.5.1970 – 27.2. 1986  | 1 Cr$ = 1 NCr$    |
| cruzado        | Cz$    | BRC      | 28.2. 1986 – 15.1. 1989 | 1 Cz$ = 1000 Cr$  |
| cruzado novo   | NCz$   | BRN      | 16.1. 1989 – 15.3. 1990 | 1 NCz$ = 1000 Cz$ |
| cruzeiro (III) | Cr$    | BRE      | 16.3. 1990 – 31.7. 1993 | 1 Cr$ = 1 NCz$    |
| cruzeiro real  | CR$    | BRR      | 1.8. 1993 – 30.6. 1994  | 1 CR$ = 1000 Cr$  |
| real           | R$     | BRL      | 1.7. 1994 –             | 1 R$ =2750 CR$    |

Směnný kurz mezi prvotní a současnou brazilskou měnou (obě se nazývají real) je tedy 1 R$ = 2750 × 1000 × 1000 × 1000 × 1000 × 1000 = 2 750 000 000 000 000 000 Rs.

## Mince
Mince mají hodnoty 1, 5, 10, 25, 50 centavos a 1 real. Všechny mince mají stejnou rubovou stranu, na které je souhvězdí Jižní kříž a nominální hodnota mince. Na lícových stranách mincí jsou podobizny osobností, které sehrály významnou roli v brazilských dějinách.
| vyobrazení      | vyobrazení      | hodnota     | parametry | parametry | parametry | vyobrazená osobnost                                                        |
| líc             | rub             | hodnota     | průměr    | váha      | výška     | vyobrazená osobnost                                                        |
| --------------- | --------------- | ----------- | --------- | --------- | --------- | -------------------------------------------------------------------------- |
| 1 centavo líc   | 1 centavo rub   | 1 centavo   | 17 mm     | 2,43 g    | 1,65 mm   | Pedro Álvares Cabral, objevitel Brazílie                                   |
| 5 centavos líc  | 5 centavos rub  | 5 centavos  | 22 mm     | 4,10 g    | 1,65 mm   | Tiradentes, politický aktivista, národní hrdina                            |
| 10 centavos líc | 10 centavos rub | 10 centavos | 20 mm     | 4,80 g    | 2,23 mm   | Pedro I. Brazilský, první brazilský císař                                  |
| 25 centavos líc | 25 centavos rub | 25 centavos | 25 mm     | 7,55 g    | 2,25 mm   | Deodoro da Fonseca, první brazilský prezident                              |
| 50 centavos líc | 50 centavos rub | 50 centavos | 23mm      | 6,80 g    | 2,85 mm   | José Maria da Silva Paranhos, významný diplomat, ministr zahraničních věcí |
| 1 real líc      | 1 real rub      | 1 real      | 27 mm     | 7,00 g    | 1,95 mm   | „Podoba republiky“                                                         |

## Bankovky
Bankovky realu v oběhu mají hodnoty 1, 2, 5, 10, 20, 50 a 100 realů. Od roku 2006 se netisknou nové bankovky v hodnotě 1 real, ale bankovky vydané před tímto rokem stále zůstávají platné, i když se běžně vyskytují jen zřídka.
Všechny bankovky mají stejnou lícovou stranu, na které je vyobrazen ženský obličej „Podoby republiky“ (Efígie da República) jako jeden ze symbolů brazilské státnosti. Rubové strany bankovek nesou vyobrazení původních jihoamerických zvířat:
| Vyobrazení | Vyobrazení | Hodnota   | Rozměry        | Barva | Barva    | Popis                              | Popis                 | Popis |
| Líc        | Rub        | Hodnota   | Rozměry        | Barva | Barva    | Líc                                | Rub                   |       |
| ---------- | ---------- | --------- | -------------- | ----- | -------- | ---------------------------------- | --------------------- | ----- |
|            |            | 2 realy   | 126 × 70 mm    |       | Modrá    | vlny, hlava Republiky              | Kareta pravá          |       |
|            |            | 5 realů   | 128 mm x 65 mm |       | Fialová  | rostliny, hlava Republiky          | Volavka bílá          |       |
|            |            | 10 realů  | 135 mm × 65 mm |       | Červená  | rostliny, hlava Republiky          | Ara zelenokřídlý      |       |
|            |            | 20 realů  | 142 mm × 65 mm |       | Oranžová | rostliny, hlava Republiky          | Lvíček zlatý          |       |
|            |            | 50 realů  | 149 mm × 70 mm |       | Hnědá    | rosliny džungle, hlava Republiky   | Jaguár americký       |       |
|            |            | 100 realů | 154 × 70 mm    |       | Azurová  | podmořské rosliny, hlava Republiky | Kanic vroubený; korál |       |
|            |            | 200 realů | 142 mm × 65 mm |       | Šedá     | savana, hlava Republiky            | Pes hřivnatý          |       |